# Marcus McElhenney
Marcus McElhenney (* 27. Juli 1981 in Drexel Hill, Pennsylvania) ist ein ehemaliger US-amerikanischer Steuermann im Rudern, der Weltmeister in drei verschiedenen Bootsklassen war.
McElhenney steuerte den amerikanischen Achter bei der U23-Weltregatta 2001. 2003 holte er im Vierer mit Steuermann seinen ersten Titel in der Erwachsenenklasse. Im Jahr darauf gewann er mit dem Vierer die Bronzemedaille. Bei den Weltmeisterschaften 2005 gewann McElhenney zwei Medaillen. Nach Silber im Vierer erhielt der 1,63 m große Steuermann Gold mit dem Achter. Nach einer Bronzemedaille mit dem Achter bei den Weltmeisterschaften 2006 belegte der Achter bei den Weltmeisterschaften 2007 den vierten Platz. Bei den Olympischen Spielen 2008 siegte der kanadische Achter vor den Briten und dem US-Achter mit McElhenney. Zum Abschluss seiner internationalen Karriere gewann McElhenney zusammen mit Troy Kepper und Henrik Rummel Gold im Zweier mit Steuermann bei den Ruder-Weltmeisterschaften 2009.
McElhenney arbeitet für Sparks Consulting, eine Firma die Nachwuchsruderer bei der Wahl des Studienortes berät. Er ist ein Cousin des Schauspielers Rob McElhenney.